# Valentín Reyes López
Valentín Reyes López (13 de febrero de 1952-22 de marzo de 2024) fue un empresario y político mexicano, integrante del partido Movimiento Regeneración Nacional (Morena). Fue presidente municipal de Tres Valles, estado de Veracruz y diputado federal para el periodo de 2018 a 2021 y reelegido para el de 2021 a 2024, hasta su fallecimiento en el cargo.

## Biografía
Tenía estudios máximos de nivel medio superior. Fue dueño y administrador de la cadena de tiendas «Lores», fundadas por su padre y extendidas en gran parte del sureste veracruzano. Como tal, fue también presidente de la Cámara de Comercio de Tres Vallesy consejero de la Cámara de Comercio de Veracruz.
En las elecciones estatales de 2000 fue candidato de la coalición del Partido de la Revolución Democrática (PRD) y el Partido del Trabajo (PT) a presidente municipales de Tres Valles, resultando elegido. Ejerció como presidente municipal del 1 de enero de 2001 al 31 de diciembre de 2004.
En 2004 fue elegido diputado suplente al Congreso del Estado de Veracruz, sin llegar a desempeñar nunca el cargo. En las elecciones de 2018 fue postulado por la coalición Juntos Haremos Historia a diputado federal por el Distrito 17 de Veracruz, logrando el triunfo en la elección al recibir el 45.37% de los votos, frente al 35.33% de su mas cercano competidor. Representó a su distrito en la LXIV Legislatura de 2018 a 2021, y fungió como secretario de la comisión de Recursos Hidráulicos, Agua Potable y Saneamiento; e integrante de las comisiones de Gobernación y Población; y, de Infraestructura.
Postulado a la reelección del mismo cargo y distrito en las elecciones de 2021, volvió a ganar la elección con el 52.59% de los votos. En la LXV Legislatura de dicho año a 2025, fue secretario de la comisión de Recursos Hidráulicos, Agua Potable y Saneamiento; a integrante de las comisiones de Desarrollo y Conservación Rural, Agrícola y Autosuficiencia Alimentaria; de Trabajo y Previsión Social; y, de Cultura y Cinematografía.
Falleció en ejercicio del cargo de diputado el 22 de marzo de 2024 a los 72 años de edad.